# Lepidodexia squamata
Lepidodexia squamata är en tvåvingeart som först beskrevs av Walker 1853.  Lepidodexia squamata ingår i släktet Lepidodexia och familjen köttflugor.
Artens utbredningsområde är Colombia. Inga underarter finns listade i Catalogue of Life.